# کوچکوو (استان اشوی‌داشکسیه)
کوچکوو (به لهستانی: Kuczków) یک منطقهٔ مسکونی در لهستان است که در گمینا ستسمین واقع شده‌است. کوچکوو ۲۳۰ نفر جمعیت دارد.